# Heinrich Langenbeck (Politiker, 1603)

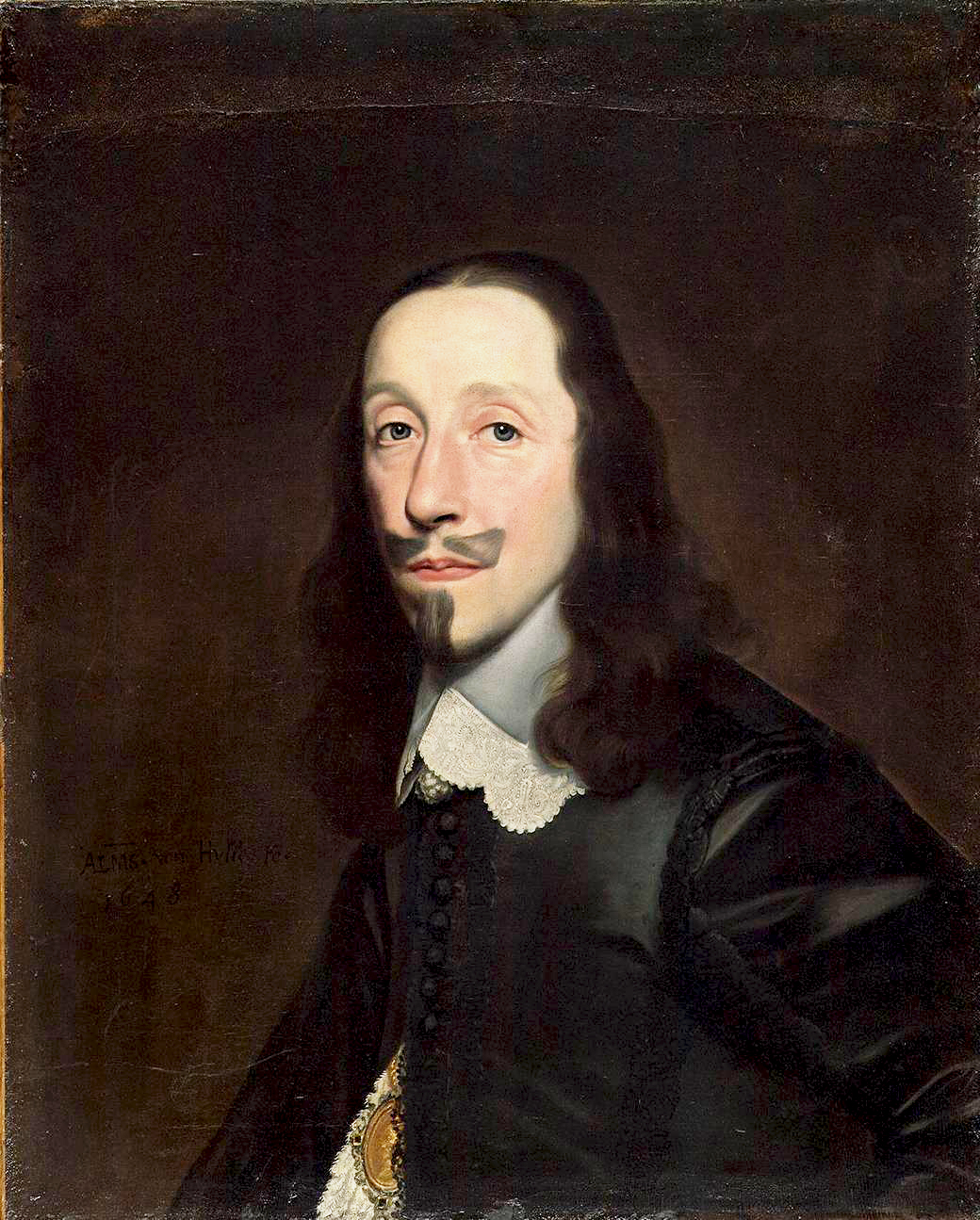
Porträt von Heinrich Langenbeck von Anselm van Hulle (1601–1674), Staats- und Universitätsbibliothek Hamburg

Heinrich Langenbeck, Stich von Mattheus Borrekens nach Anselm van Hulle (1648, 1717)

Heinrich Langenbeck (* 4. Mai 1603 in Hamburg; † 28. Oktober 1669 in Celle) war ein deutscher Politiker in Diensten mehrerer welfischer Herzöge und nahm in dieser Eigenschaft an der Friedensverhandlungen in Osnabrück zum Westfälischen Frieden teil.

## Leben
Langenbeck entstammte einer Familie, die seit mehreren Generationen in Buxtehude Bürgermeister und Ratsherren gestellt hatte. Sein Vater Johann war Oberalter in Hamburg. Heinrich studierte Geschichte, Philosophie und Jura und wurde an der Universität Straßburg 1631 zum Doktor der Rechte promoviert.
1634 trat er in die Dienste von August dem Jüngeren als „Rat von Hause aus“, der zu diesem Zeitpunkt nur das kleine Amt Hitzacker beherrschte. Langenbeck wechselte 1635 in den Dienst von August dem Älteren, der sich nach dem Tode von Friedrich Ulrich in Erbstreitigkeit mit Langenbecks vorherigem Dienstherren befand, nach Celle. Dort blieb er auch unter Augusts Nachfolger Friedrich. Dieser ernannte 1643 Langenbeck zum geheimen Kammerrat. In dieser Funktion nahm er als Gesandter des Fürstentums Lüneburg an den Friedensverhandlungen in Osnabrück und Münster teil.
Christian Ludwig machte ihn 1651 zum Kanzler des Fürstentums Lüneburg. Langenbeck bekleidete damit die zweithöchste, nach dem Tod des Statthalters 1659 die höchste Position der Verwaltung des Herzogtums. 1652 wurde ihm das Dekanat des (evangelischen) Stifts Bardowick als Pfründe verliehen.
Als Christian Ludwig starb, versuchte sein Bruder Johann Friedrich die Herrschaft in Lüneburg zu erlangen, unterlag aber seinem Bruder Georg Wilhelm. Langenbeck hatte Johann Friedrich unterstützt und folgte diesem anschließend nach Hannover, wo Johann Friedrich die Herrschaft über das Fürstentum Calenberg antrat. Langenbeck bekleidete im Fürstentum Calenberg verschiedene Ämter und diente zuletzt als Kanzler. 1668 erhielt er das Amt des Probstes am Bonifatiusstift in Hameln.
Langenbecks Ehe mit Anna Margaretha Schele blieb kinderlos. Seine Bibliothek vermachte er der Hamburger Stadtbibliothek. Langenbeck wurde im Hamburger Dom bestattet.